# Татарбунарско въстание
Татарбунарското въстание (на румънски: Răscoala de la Tatarbunar) е организиран от Съветския съюз бунт срещу румънската власт в Южна Бесарабия продължил от 15 до 18 септември 1924 година.
Въстанието е планирано от група, ръководена от Васил Коларов, и е организирано от съветски агенти, начело с Андрей Клюшников. Това става в контекста на териториални претенции на Съветския съюз към Бесарабия, която след Първата световна война става част от Румъния. Бунтът започва на 15 септември в Татарбунар и обхваща няколко съседни села. Към него се присъединяват главно етнически руснаци и украинци, докато немските и българските общности се въздържат от участие.
Няколко дни по-късно бунтът е потушен от румънската армия, като общият брой на жертвите е около 3 хиляди души. 1600 бунтовници са арестувани, срещу близо 500 от тях е проведен шумен публичен процес и 85 души са осъдени на различни срокове затвор.